# CRB elettronica
La CRB elettronica fu un'importante azienda di elettronica e strumenti musicali delle Marche. Le sue produzioni più importanti erano amplificatori, organi e sintetizzatori.

## Storia
La CRB elettronica fu fondata nel 1948 da Duilio Borsini ed inizialmente si occupava di costruzioni di Radio. CRB era appunto la sigla di Costruzioni Radioelettriche Borsini. Nel 1952 inizia la produzione di piccoli amplificatori per chitarra portatili a batteria che ebbero un grande successo nel settore degli ambulanti, aprendo così un mercato praticamente senza concorrenti e che vide solo più tardi l'ingresso di altre ditte fra cui la milanese Geloso.
Nel 1955 con l'aprirsi del nuovo mercato dei televisori, per cui la ditta ne costruisce l'elettronica, la CRB elettronica si trasferisce al centro di Ancona, in via Marchetti. In quegli anni si apre anche alla produzione di testine per magnetofoni e di motorini elettrici per fabbriche della zona costruttrici di pianole e armonium.
Nel 1958 dopo il trasferimento da Ancona centro alla zona industriale denominata Baraccola, la CRB elettronica stringe accordi con Oliviero Pigini della EKO per la produzione di Pick-up per chitarra elettrica e nel 1967 inizia la progettazione e produzione di organi elettronici con i primi modelli: Coral, Topazio e Rubin.
Nel 1969 si dà il via alla produzione di amplificatori da concerto che vennero esportati in tutta Europa e nei paesi scandinavi. Fra questi sono da menzionare la serie Diamond prima e gli Space Sound con effetto leslie, sistema brevettato dalla CRB elettronica e nato da un'idea dello stesso Borsini. Questa produzione veniva effettuata nel nuovo stabilimento denominato Space Sound e dislocato a Casenuove di Osimo.
Negli anni successivi, grazie anche al successo del marchio Diamond alla fiera di Francoforte la CRB elettronica espanse i propri mercati dall 'America Latina agli Stati Uniti, arrivando perfino in Corea con una particolare e qualificata produzione di organi da chiesa. In questo periodo Sandro Fontanella, con la collaborazione di Marcello Colò si occupavano della parte dimostrativa nelle fiere internazionali.
Nel 1977 nasce il primo sintetizzatore della CRB elettronica chiamato Uranus che viene presentato alla fiera di Francoforte e prodotto l'anno seguente assieme al modello Uranus 2, più maneggevole e adatto alle situazioni live.
Nel 1982 la CRB Elettronica cessò la sua attività.